# New Zealand Knights FC
New Zealand Knights FC – nowozelandzki klub piłkarski z siedzibą w Auckland, działający w latach 1999–2007. Pierwszy zespół z Nowej Zelandii, który występował w lidze australijskiej – początkowo w National Soccer League (1999–2004), a następnie w A-League (2005–2007).

## Historia

### National Soccer League
Klub piłkarski został założony w 1999 roku jako Football Kingz FC i przystąpił do australijskiej ligi National Soccer League (NSL) od sezonu 1999/2000. Debiut w lidze miał miejsce 1 października 1999 roku na stadionie North Harbour Stadium w meczu przeciwko Carlton SC; spotkanie zakończyło się porażką Football Kingz 0:3. Football Kingz FC dołączył do ligi NSL na 5 sezonów. Osiągając najlepsze wyniki w trakcie pierwszego sezonu, klub zakończył sezon zasadniczy na 8. miejscu z dorobkiem 50 punktów. Klub w swojej historii występów w NSL nigdy nie awansował do serii finałowej rozgrywek. Pierwszym trenerem zespołu został Wynton Rufer, który prowadził Football Kingz w latach 1999–2001. Wynton Rufer był zarazem trenerem, jak i zawodnikiem klubu. Klub dwukrotnie kończył rozgrywki w NSL na ostatnim miejscu w sezonach: 2001/2002 i 2003/2004. Football Kingz zakończył występy w NSL wraz z likwidacją ligi, do której przyczyniły się problemy związane z kwestiami finansowymi i organizacyjnymi ligi. W 2003 roku został opublikowany Report of the Independent Soccer Review Committee (pol. Raport Niezależnej Piłkarskiej Komisji Lustracyjnej, określany również jako Raport Crawforda), który przyczynił się do powstania nowej krajowej ligi A-League, która jest rozgrywana od 2005 roku.

### Przekształcenie Football Kingz FC w New Zealand Knights FC
Football Kingz po likwidacji NSL zgłosił chęć przystąpienia do rozgrywek A-League. Tym samym klub w 2005 roku zmienił nazwę na New Zealand Knights FC. Badania rynku przeprowadzone na zlecenie klubu w celu określenia przyjęcia nowej tożsamości zespołu wykazały, że 76% respondentów opowiadało się za zmianą nazwy. W grupie wiekowej osób do 35 roku życia za zmianą nazwy klubu było 90% respondentów. Ponadto, spośród proponowanych nazw dla klubu, opcja Knights (pol. Rycerze) uzyskała największe poparcie wśród ankietowanej grupy, uzyskując o 30% więcej głosów od kolejnej proponowanej nazwy.
Dyrektorem naczelnym New Zealand Knights został Guy Hedderwick (pełnił również tę funkcję w Football Kingz). Obok niego przewodniczącym w trakcie procesy przekształcania zespołu był Anthony Lee. Głównym udziałowcem klubu został Brian Katzen (później dołączył do niego partner Maurice Cox), który posiadał 60% udziału klubu; pozostałe udziały przypadły: Anthony’emu Lee (20%), Chrisowi Turnerowi (10%), sieci telewizyjnej SKY TV (5%) i związkowi piłkarskiemu New Zealand Soccer (5%).
W czerwcu 2004 roku do Football Federation Australia (FFA) wpłynęło 20 wniosków o przyznanie licencji na grę w A-League. Klub New Zealand Knights otrzymał licencje od FFA 1 listopada 2004 roku.

### A-League

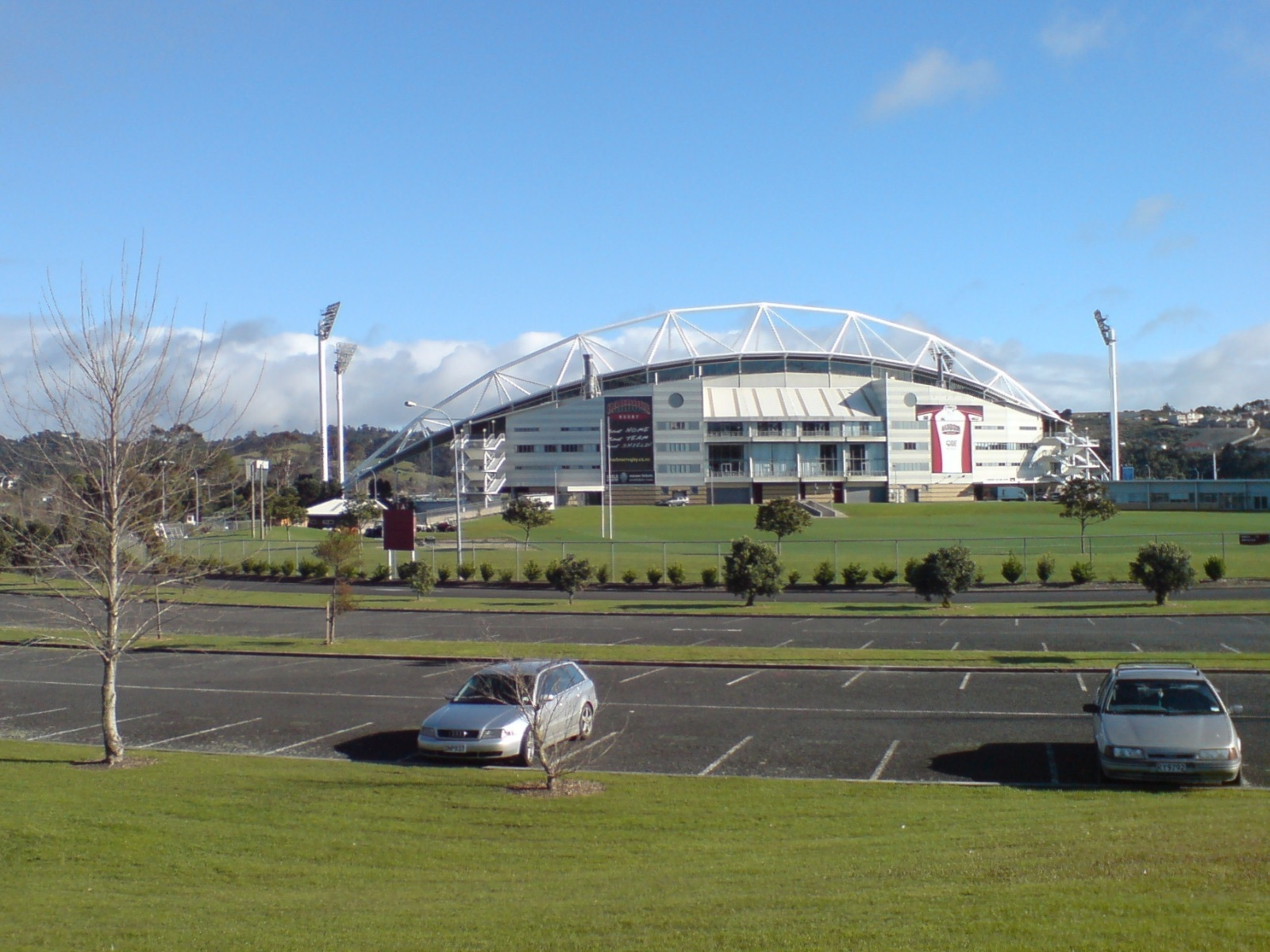
North Harbour Stadium

New Zealand Knights FC zainaugurował rozgrywki A-League 28 sierpnia 2005 roku w wyjazdowym spotkaniu przeciwko Queensland Roar FC. Mecz ten zakończył się porażką New Zealand Knights 0:2. Zespół w pierwszym sezonie 2005/2006 zdołał wygrać tylko jeden mecz i zajął ostatnie miejsce w sezonie zasadniczym. New Zealand Knights uzyskał w sezonie 2005–2006 najgorszy wynik punktowy w historii zarówno NSL i A-League po rozegraniu wszystkich spotkań sezonu zasadniczego. Następny sezon 2006/2007 New Zealand Knights ponownie okazał się fatalny, klub drugi raz z rzędu zajął ostatnie miejsce po zakończeniu sezonu zasadniczego.
W październiku 2006 roku pojawiły się pierwsze informacje, że zespół New Zealand Knights może nie uzyskać licencji na występowanie w rozgrywkach A-League w sezonie 2007/2008. Ostatecznie decyzja o nieprzyznaniu licencji klubowi New Zealand Knights została podana przez FFA w dniu 14 grudnia 2006 roku. FFA podjęła taką decyzję w oparciu o słabe wyniku osiągane przez klub, niską frekwencję (średnia widzów w sezonie 2005/2006 wyniosła 3 909 widzów, a w sezonie 2006/2007 – 3 011 widzów), złą sytuacje finansową klubu (zadłużenie w tamtym okresie wynosiło około 800 000 AUD) oraz posiadanie małej liczby krajowych zawodników w składzie. Klub rozegrał ostatnie spotkanie 21 stycznia 2007 roku przeciwko Perth Glory FC, które zakończyło się zwycięstwem New Zealand Knights 2:0.
19 marca 2007 roku licencja na grę w A-League w sezonie 2007/2008 została przyznana nowozelandzkiej drużynie Wellington Phoenix FC.

### New Zealand Knights w poszczególnych sezonach
| Sezon                  | Miejsce | M  | Z  | R | P  | B     | Pkt | Seria finałowa | Pre-Season Challenge Cup |
| ---------------------- | ------- | -- | -- | - | -- | ----- | --- | -------------- | ------------------------ |
| National Soccer League |         |    |    |   |    |       |     |                |                          |
| 1999/2000              | 8       | 34 | 15 | 5 | 14 | 57–59 | 50  | brak awansu    | –                        |
| 2000/2001              | 8       | 30 | 12 | 7 | 11 | 52–52 | 43  | brak awansu    | –                        |
| 2001/2002              | 13      | 24 | 3  | 5 | 16 | 28–58 | 14  | brak awansu    | –                        |
| 2002/2003              | 11      | 24 | 6  | 6 | 12 | 26–45 | 24  | brak awansu    | –                        |
| 2003/2004              | 13      | 24 | 4  | 3 | 17 | 25–51 | 15  | brak awansu    | –                        |
| A-League               |         |    |    |   |    |       |     |                |                          |
| 2005/2006              | 8       | 21 | 1  | 3 | 17 | 15–47 | 6   | brak awansu    | faza grupowa             |
| 2006/2007              | 8       | 21 | 5  | 4 | 12 | 13–39 | 19  | brak awansu    | 8. miejsce               |

Źródło: Worldfootball.net.

## Trenerzy
| Lp. | Trenerzy       | Lata                                |
| --- | -------------- | ----------------------------------- |
| 1   | Wynton Rufer   | 1 lipca 1999 – 30 czerwca 2001      |
| 2   | Mike Petersen  | 1 lipca 2001 – 2 listopada 2001     |
| 3   | Shane Rufer    | 3 listopada 2001 – 9 listopada 2001 |
| 4   | Kevin Fallon   | 10 listopada 2001 – 30 czerwca 2002 |
| 5   | Ken Dugdale    | 1 lipca 2002 – 28 listopada 2003    |
| 6   | Tommy Mason    | 29 listopada 2003 – 30 czerwca 2004 |
| 7   | John Adshead   | 1 lipca 2005 – 30 czerwca 2006      |
| 8   | Paul Nevin     | 1 lipca 2006 – 14 listopada 2006    |
| 9   | Barry Simmonds | 15 listopada 2006 – 13 grudnia 2006 |
| 10  | Ricki Herbert  | 14 grudnia 2006 – 18 marca 2007     |

## Rekordy

### NSL
- Najwyższa wygrana: Football Kingz 5:1 Newcastle United Jets FC (27 października 2000)[24];
- Najwyższa porażka: Parramatta Power SC 7:0 Football Kingz (15 lutego 2003)[25].

### A-League
- Najwyższa wygrana: New Zealand Knights 3:1 Queensland Roar FC (29 grudnia 2006)[26];
- Najwyższa porażka: Queensland Roar FC 5:0 New Zealand Knights (15 września 2006)[27].